# Liga 1 de Moldavia 2023-24
La Liga 1 de Moldavia 2023-24 fue la edición número 33 de la Liga 1 de Moldavia, y la segunda bajo el nombre Liga 1. La temporada comenzó el 18 de agosto de 2023 y finalizó el 8 de mayo de 2024.

## Participantes
| Club        | Location     |
| ----------- | ------------ |
| Dinamo-Auto | Tiraspol     |
| Fălești     | Fălești      |
| Iskra       | Rîbnița      |
| Olimp       | Comrat       |
| Real Succes | Chișinău     |
| Saksan      | Ceadîr-Lunga |
| Sheriff-2   | Tiraspol     |
| Speranis    | Nisporeni    |
| Speranța    | Drochia      |
| Univer      | Comrat       |
| FCM Ungheni | Ungheni      |
| Victoria    | Chișinău     |

## Fase I

### Grupo A
| Pos. | Equipo            | Pts. | PJ | G  | E | P  | GF | GC | Dif. | Clasificación                    |
| ---- | ----------------- | ---- | -- | -- | - | -- | -- | -- | ---- | -------------------------------- |
| 1    | Victoria Chișinău | 34   | 15 | 11 | 1 | 3  | 46 | 17 | +29  | Clasificado a la fase II Grupo 1 |
| 2    | Sheriff-2         | 32   | 15 | 10 | 2 | 3  | 38 | 10 | +28  | Clasificado a la fase II Grupo 2 |
| 3    | Speranța Drochia  | 21   | 15 | 6  | 3 | 6  | 14 | 15 | −1   | Clasificado a la fase II Grupo 1 |
| 4    | Iskra Rîbnița     | 21   | 15 | 6  | 3 | 6  | 24 | 32 | −8   | Clasificado a la fase II Grupo 2 |
| 5    | FCM Ungheni       | 20   | 15 | 6  | 2 | 7  | 38 | 30 | +8   | Clasificado a la fase II Grupo 2 |
| 6    | Dinamo-Auto       | 1    | 15 | 0  | 1 | 14 | 6  | 62 | −56  | Clasificado a la fase II Grupo 2 |

Actualizado a los partidos jugados el 16 de diciembre de 2023.
 Fuente: FMF
Notas:
1. ↑  Inelegible para la fase II grupo I

### Grupo B
| Pos. | Equipo             | Pts. | PJ | G  | E | P  | GF | GC | Dif. | Clasificación                    |
| ---- | ------------------ | ---- | -- | -- | - | -- | -- | -- | ---- | -------------------------------- |
| 1    | Saksan             | 35   | 15 | 10 | 5 | 0  | 44 | 14 | +30  | Clasificado a la fase II Grupo 1 |
| 2    | Univer Comrat      | 33   | 15 | 10 | 3 | 2  | 33 | 18 | +15  | Clasificado a la fase II Grupo 1 |
| 3    | Speranis Nisporeni | 19   | 15 | 5  | 4 | 6  | 26 | 28 | −2   | Clasificado a la fase II Grupo 2 |
| 4    | Fălești            | 17   | 15 | 5  | 2 | 8  | 24 | 32 | −8   | Clasificado a la fase II Grupo 2 |
| 5    | Olimp Comrat       | 17   | 15 | 4  | 5 | 6  | 19 | 24 | −5   | Clasificado a la fase II Grupo 2 |
| 6    | Real Succes        | 4    | 15 | 1  | 1 | 13 | 14 | 44 | −30  | Clasificado a la fase II Grupo 2 |

Actualizado a los partidos jugados el 16 de diciembre de 2023.
 Fuente: FMF

## Fase II

### Grupo I
| Pos. | Equipo            | Pts. | PJ | G | E | P | GF | GC | Dif. | Clasificación                 |
| ---- | ----------------- | ---- | -- | - | - | - | -- | -- | ---- | ----------------------------- |
| 1    | Florești          | 23   | 10 | 7 | 2 | 1 | 21 | 6  | +15  | Superliga de Moldavia 2024-25 |
| 2    | Victoria Chișinău | 22   | 10 | 7 | 1 | 2 | 21 | 12 | +9   | Clasificado a los play-offs   |
| 3    | Saksan            | 16   | 10 | 5 | 1 | 4 | 14 | 14 | 0    | Clasificado a los play-offs   |
| 4    | Spartanii Sportul | 13   | 10 | 4 | 1 | 5 | 14 | 19 | −5   | Clasificado a los play-offs   |
| 5    | Univer Comrat     | 11   | 10 | 3 | 2 | 5 | 21 | 15 | +6   | Clasificado a los play-offs   |
| 6    | Speranța Drochia  | 1    | 10 | 0 | 1 | 9 | 4  | 29 | −25  | Clasificado a los play-offs   |

Actualizado a los partidos jugados el 26 de abril de 2024.
 Fuente: FMF

### Grupo II
| Pos. | Equipo             | Pts. | PJ | G | E | P | GF | GC | Dif. | Clasificación                  |
| ---- | ------------------ | ---- | -- | - | - | - | -- | -- | ---- | ------------------------------ |
| 1    | Sheriff-2          | 19   | 7  | 6 | 1 | 0 | 28 | 5  | +23  | Inelegible para los play-offs. |
| 2    | Olimp Comrat       | 15   | 7  | 5 | 0 | 2 | 17 | 8  | +9   | Clasificado a los play-offs.   |
| 3    | Speranis Nisporeni | 13   | 7  | 4 | 1 | 2 | 10 | 6  | +4   | Clasificado a los play-offs.   |
| 4    | FCM Ungheni        | 11   | 7  | 3 | 2 | 2 | 12 | 15 | −3   | Clasificado a los play-offs.   |
| 5    | Fălești            | 10   | 7  | 3 | 1 | 3 | 11 | 17 | −6   | Clasificado a los play-offs.   |
| 6    | Iskra Rîbnița      | 9    | 7  | 3 | 0 | 4 | 10 | 10 | 0    | Clasificado a los play-offs.   |
| 7    | Real Succes        | 4    | 7  | 1 | 1 | 5 | 11 | 17 | −6   | Descenso a la Liga 2 2025.     |
| 8    | Dinamo-Auto        | 0    | 7  | 0 | 0 | 7 | 0  | 21 | −21  | Se retiró.                     |

Actualizado a los partidos jugados el 26 de abril de 2024.
 Fuente: FMF

## Play-offs de promoción

### Primera ronda
| Fecha     | Hora  | Partido            | Partido | Partido     |
| --------- | ----- | ------------------ | ------- | ----------- |
| 4 de mayo | 16:00 | Olimp Comrat       | 3-0     | Fălești     |
| 4 de mayo | 16:00 | Speranis Nisporeni | 3-2     | FCM Ungheni |

### Segunda ronda
| Fecha      | Hora  | Partido           | Partido        | Partido            |
| ---------- | ----- | ----------------- | -------------- | ------------------ |
| 11 de mayo | 16:00 | Spartanii Sportul | 1-2 (Pró.)     | Iskra Rîbnița      |
| 11 de mayo | 16:00 | Saksan            | 0-0 (5-4 Pen.) | Olimp Comrat       |
| 11 de mayo | 16:00 | Victoria Chișinău | 3-0            | Speranis Nisporeni |
| 11 de mayo | 16:00 | Univer Comrat     | 2-1            | Speranța Drochia   |

### Tercera ronda
| Fecha      | Hora  | Partido           | Partido | Partido       |
| ---------- | ----- | ----------------- | ------- | ------------- |
| 17 de mayo | 17:00 | Saksan            | 4-0     | Iskra Rîbnița |
| 17 de mayo | 17:00 | Victoria Chișinău | 3-0     | Univer Comrat |

### Cuarta ronda
| Fecha      | Hora  | Partido           | Partido | Partido |
| ---------- | ----- | ----------------- | ------- | ------- |
| 23 de mayo | 17:00 | Victoria Chișinău | 1 - 0   | Saksan  |

## Goleadores
Actualizado el 16 de mayo de 2024.
| Pos. | Jugador            | Club                  | Goles |
| ---- | ------------------ | --------------------- | ----- |
| 1    | Eugen Sidorenco    | FCM Ungheni           | 15    |
| 2    | Lamah Bamba        | Saksan                | 13    |
| 2    | Florin Cojocaru    | FCM Ungheni           | 13    |
| 2    | Veaceslav Cozma    | Univer                | 13    |
| 5    | Alexandru Popovici | Olimp (4) / Iskra (8) | 12    |